# 第一街隧道
第一街隧道（英文原名：First Street Tunnel）是美国首都华盛顿特区的一条双线双洞铁路隧道，下穿华盛顿特区城区。隧道于1904年至1906年间进行建设，建设单位为華盛頓總站公司。隧道大致呈南北走向，隧道南端位于华盛顿特区D街东南（D Street SE）与新泽西大道东南（New Jersey Avenue SE）交口处，北端位于华盛顿联合车站。隧道现由美铁所有。隧道北端连通华盛顿联合车站下层站台，之后在位于国会山的第一街东北（First Street NE）和第一街东南（First Street SE）地下行进，再之后到达华盛顿地铁国会大厦南站附近的地面停车场地下，到达隧道南端后连通CSX运输所属的RF&P支线以及长桥，铁路线继续向南则为弗吉尼亚州亚历山德里亚。若电力火车过东北走廊南端终点华盛顿联合车站进入第一街隧道因第一街隧道为非电化区间，故需进入第一街隧道前在华盛顿联合车站换挂内燃机车，不过在第一街隧道在规划阶段时曾计划修建为电气化铁路隧道。隧道高度为17英尺（5.18米），隧道埋深可达63英尺（19.2米） 。隧道修建时曾使用明挖回填法，明挖回填路段与城市主干路交口处在施工期间曾设有临时便桥。

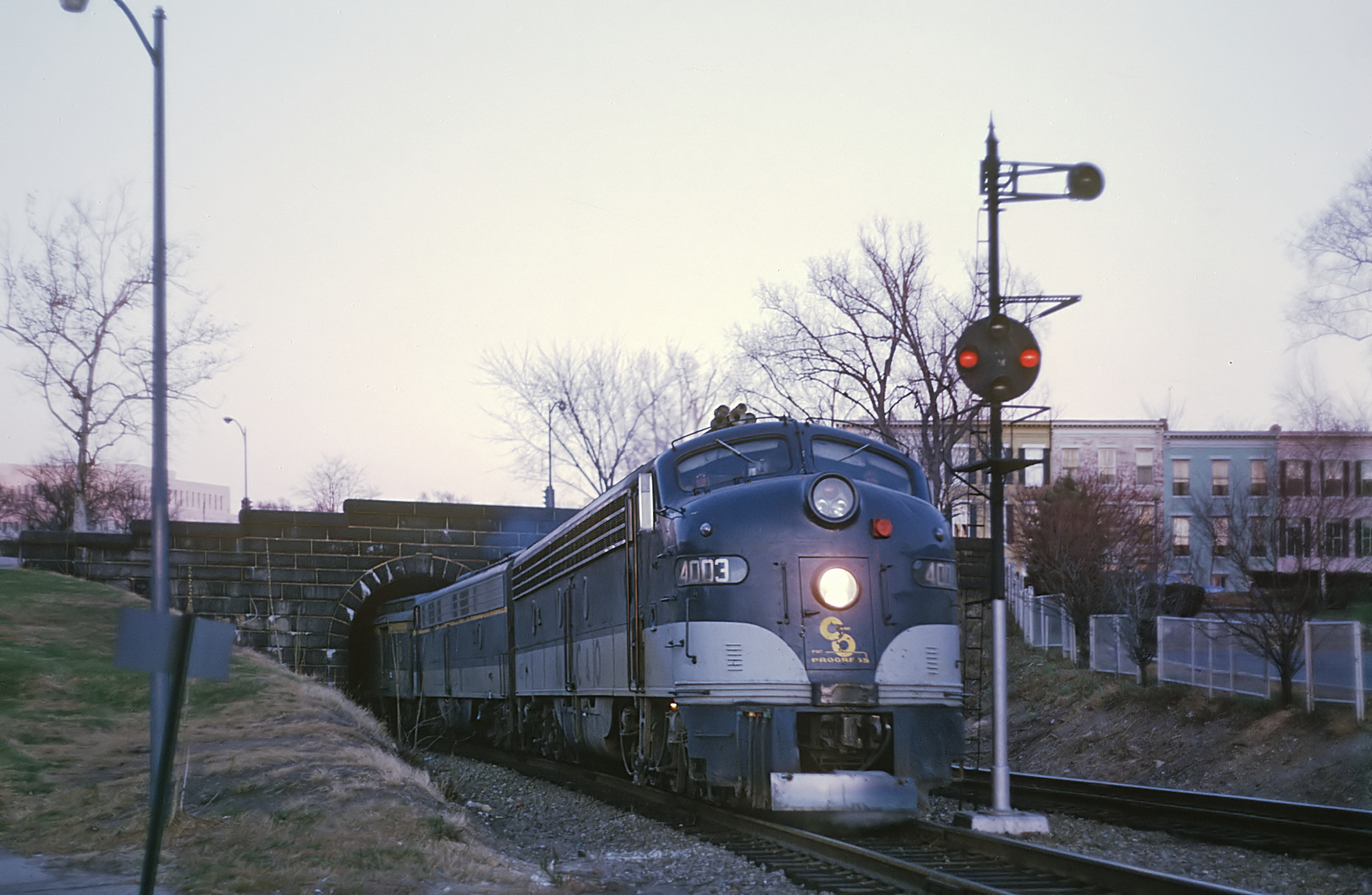
1970年12月时的第一街隧道南端。